# Edda Mussolini
Edda Mussolini (Forlì, Itàlia, 1 de setembre de 1910 - Roma, 9 d'abril de 1995) fou la filla gran de Benito Mussolini, dictador feixista d'Itàlia des de 1922 fins a 1943. Des del seu matrimoni amb el propagandista feixista i ministre de l'exterior Galeazzo Ciano, Edda va esdevenir Edda Ciano, Comtessa de Cortelazzo i Buccari.
Va negar rotundament haver estat involucrada en el Partit Nacional Feixista o en el règim. Va tenir una relació sentimental amb un comunista després de l'execució del seu pare pels partisans italians a la Segona Guerra Mundial.

## Biografia

### Primers anys
Fou filla de Benito Mussolini i Rachelle Guidi a Forlì. Els seus pares no es van casar fins al desembre del 1915, cinc anys després del naixement d'Edda. En els seus primers anys, mentre el seu pare era editor d'Il Popolo d'Itàlia a Milà, Edda va viure amb la seva mare a Forlì. El seu pare es va convertir en primer ministre d'Itàlia l'octubre del 1922 i en dictador a partir del gener del 1925.
El març de 1925, Rachelle i Edda, amb els germans i germanes d'Edda, es van traslladar de Milà a Carpegna i posteriorment a Roma, el novembre de 1929, a viure amb Mussolini. A Roma Edda va conèixer Galeazzo Ciano, fill de l'almirall i comte Constanzo Ciano. El jove Galeazzo era un feixista lleial a Benito Mussolini des d'abans de la marxa sobre Roma. Edda i ell es van casar el 24 d'abril de 1930 en una cerimònia esplèndida a la qual van assistir 4.000 convidats.
Galeazzo Ciano va ser nomenat ambaixador italià a Xangai, i va ser allà on va néixer el seu primer fill, Fabrizio Ciano, l'1 d'octubre de 1931. La parella va tornar a Itàlia el 1932, quan Galeazzo va adquirir el càrrec de Ministre d'Afers Exteriors. Per moltes raons, el seu era un matrimoni obert i tots dos tenien amants. Tot i això, al seu pare li agradava Galeazzo i la carrera de Ciano va prosperar.

### Segona Guerra Mundial
Després de la invasió italiana d'Albània del juny de 1939, la ciutat de Santi Quaranta —Sarandë en albanès— va ser renomenada com a «Porto Edda» en el seu honor i durant el temps que va durar l'annexió.
El juliol de 1939, Edda va ser descrita a la portada de la revista Time com a «Dama de l'Eix». Durant la Guerra italo-grega, Edda Ciano va ser voluntària a la Creu Roja Italiana. El 14 de març de 1941, es va embarcar prop del port albanès de Valona —ara Vlorë— en el vaixell Lloyd Triestino "Po", reconvertit en vaixell-hospital. Els avions britànics van atacar i van enfonsar l'embarcació, ocasionant diversos morts. Edda va aconseguir sobreviure nedant fins a la riba. Continuaria treballant per a Creu Roja fins al 1943.
Sembla que Heinrich Himmler va concedir a Edda el rang de líder honorari de les SS (SS Ehrenführerin) el 1943, encara que no se sap amb certesa. Després de l'angoixa per l'incident d'Edda a la mar Adriàtica, Rachelle i Benito Mussolini van quedar un altre cop trasbalsats quan el Bruno Mussolini, germà d'Edda, va morir l'agost del mateix any.

### Execució de Ciano i fugida d'Edda a Suïssa
El juliol de 1943, quan l'oposició interna contra Mussolini finalment va sortir a la llum al Gran Consell Feixista, Galeazzo Ciano va votar en contra del seu sogre. Per aquest acte, va ser arrestat per traïció, jutjat i executat l'11 de gener de 1944. Mussolini va informar nerviosament les últimes hores de la nit anterior que la seva posició a ulls de Hitler hauria patit d'haver intervingut.
Ciano va ser lligat a una cadira per ser disparat per l'esquena. No obstant això, va aconseguir girar-se i mirar de cara a l'escamot d'afusellament, en un darrer acte de desafiament.
Edda Ciano va fugir a Suïssa el 9 de gener de 1944, disfressada de camperola. Va aconseguir passar de contraban els «Diaris» de guerra del seu marit, amagats a la roba amb ajuda del seu confident Emilio Pucci. En aquesta època, Emilio era tinent en les forces aèries italianes, però després va adquirir fama com a dissenyador de moda.
El corresponsal de guerra Paul Ghali, del Chicago Daily News, va saber del seu internament secret en un convent suís, a Neggio, i va acordar amb ella la publicació dels diaris, que van revelar molt de la història secreta del règim feixista entre 1939 i 1943, i són considerats un recurs històric de primera mà. Els diaris són estrictament polítics i contenen poc de la vida personal dels Ciano.

### Després de la Segona Guerra Mundial
Després de tornar a Itàlia, Edda va ser detinguda a l'illa de Lipari i el 20 de desembre de 1945 va ser sentenciada a dos anys de presó per ajuda al feixisme.
Va publicar una autobiografia, La mia vita, traduïda a l'anglès com My Truth.
Va morir a Roma el 1995.

## Llegat
Va ser àmpliament difós que la filla de Hermann Göring i Emmy Göring —nascuda el 2 de juny de 1938—, es deia Edda en honor seu.
S'han fet diverses pel·lícules sobre la seva vida, incloent-hi Mussolini i jo (1985), en què Edda era interpretada per l'actriu Susan Sarandon.
El seu fill Fabrizio Ciano va escriure unes memòries personals titulades Quando il nonno fa fucilare papà (“Quan l'avi va fer afusellar el papà”).

## Distincions honorífiques
- Medalla de Plata al Valor Militar.